# Желязна църква
Желязна църква (на английски: Tin tabernacle или Iron church) е християнски храм, сглобен от предварително изготвени стоманени и железни елементи. Една от най-големите запазени железни църкви е българската „Свети Стефан“ в Истанбул.
Първите железни църкви се появяват в 19 век и са британско изобретение. Британците откриват рифелната ламарина в 1829 година и започват да произвеждат готови църкви, които да изпращат в отдалечените си колонии като Австралия. Създателят на Айфеловата кула, Густав Айфел, също прави железни църкви, изпращани във Филипините, Мексико, Перу.
Железните църкви са с най-различни форми и дизайни и често са богато украсени. Сградите са използвани като първи храмове на новосъздадени общини от вярващи и много често с прогреса на общината те бързо са заменяни от изградени от тухли и камък постройки или е променяно предназначението им. По тази причина, както и поради факта, че ръждата ги прави много трудни за поддръжка днес в света са оцелели много малко железни църкви. Голяма част от запазените сгради във Великобритания са обявени за архитектурни паметници.